# Nymphalis polychloros

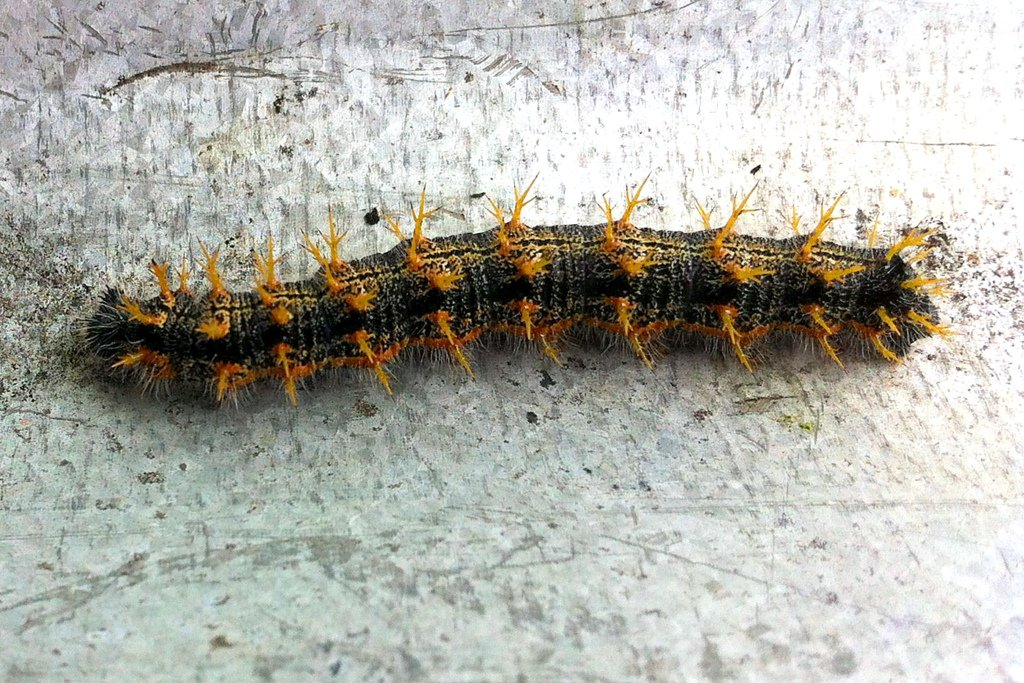
Oruga

La olmera (Nymphalis polychloros) es una de las 128 especies que componen el género Nymphalis, incluido en la familia Nymphalidae. Es de tamaño mediano, anaranjada con manchas negras, y fue descrita por Carlos Linneo en 1758.
Su nombre común se debe a que puede constituir plaga de los olmos (Ulmus spp.). Su epíteto genérico hace referencia a las ninfas —doncellas de los campos, grutas y fuentes— de la mitología griega; y el específico a los numerosos puntos o manchas azul-verdoso que posee en los márgenes de las alas.
La ortiguera (Aglais urticae) es una especie parecida con la que se puede confundir.

## Descripción
Son mariposas medianas, machos de 4,5 a 5,5 cm de envergadura, las hembras medio centímetro más. El anverso o cara superior de las alas son de un tono naranja con manchas negra. El reverso es de color marrón oscuro con una franja distal más clara. Los bordes de las alas son irregulares.

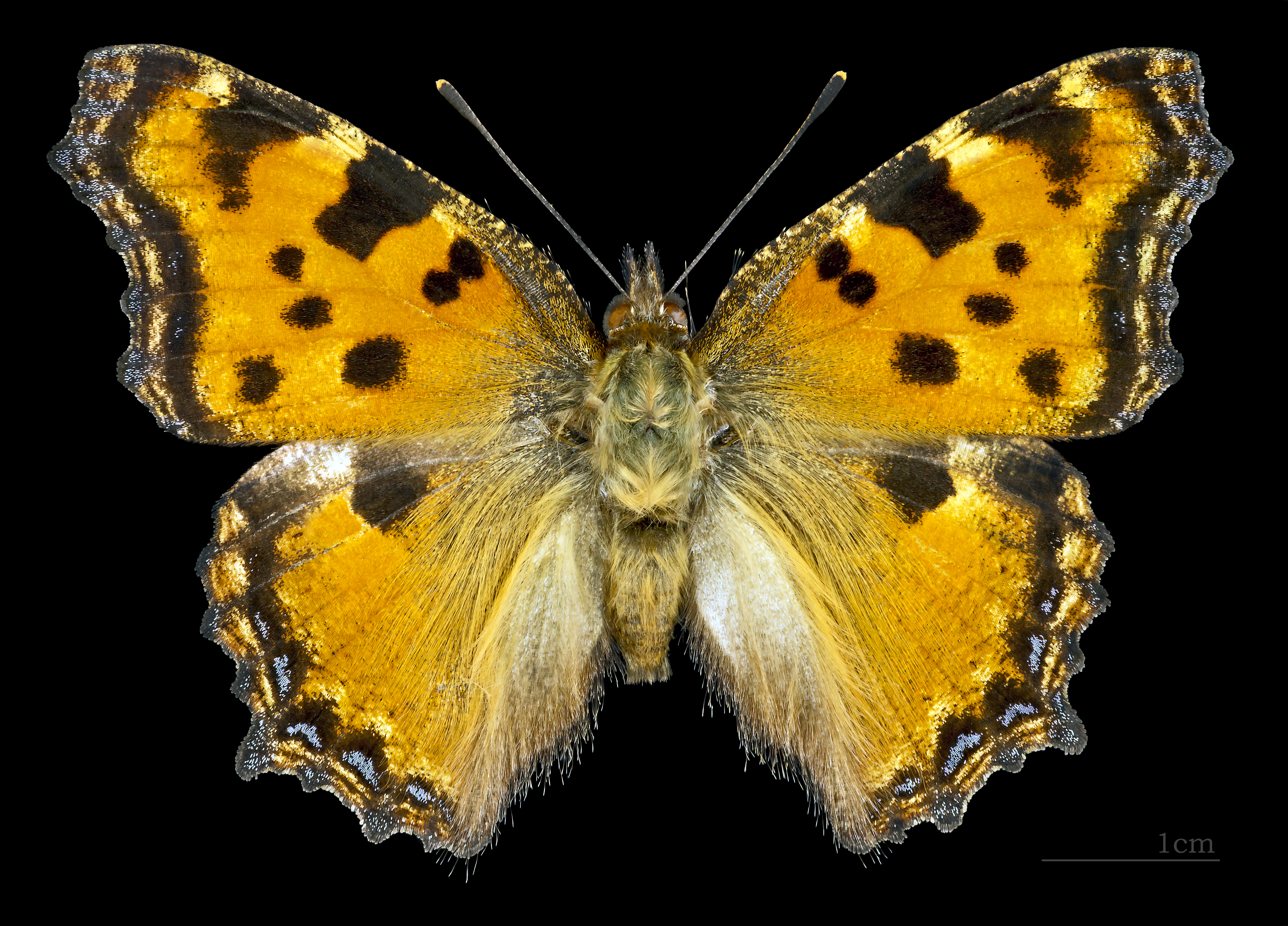
♂ vista dorsal
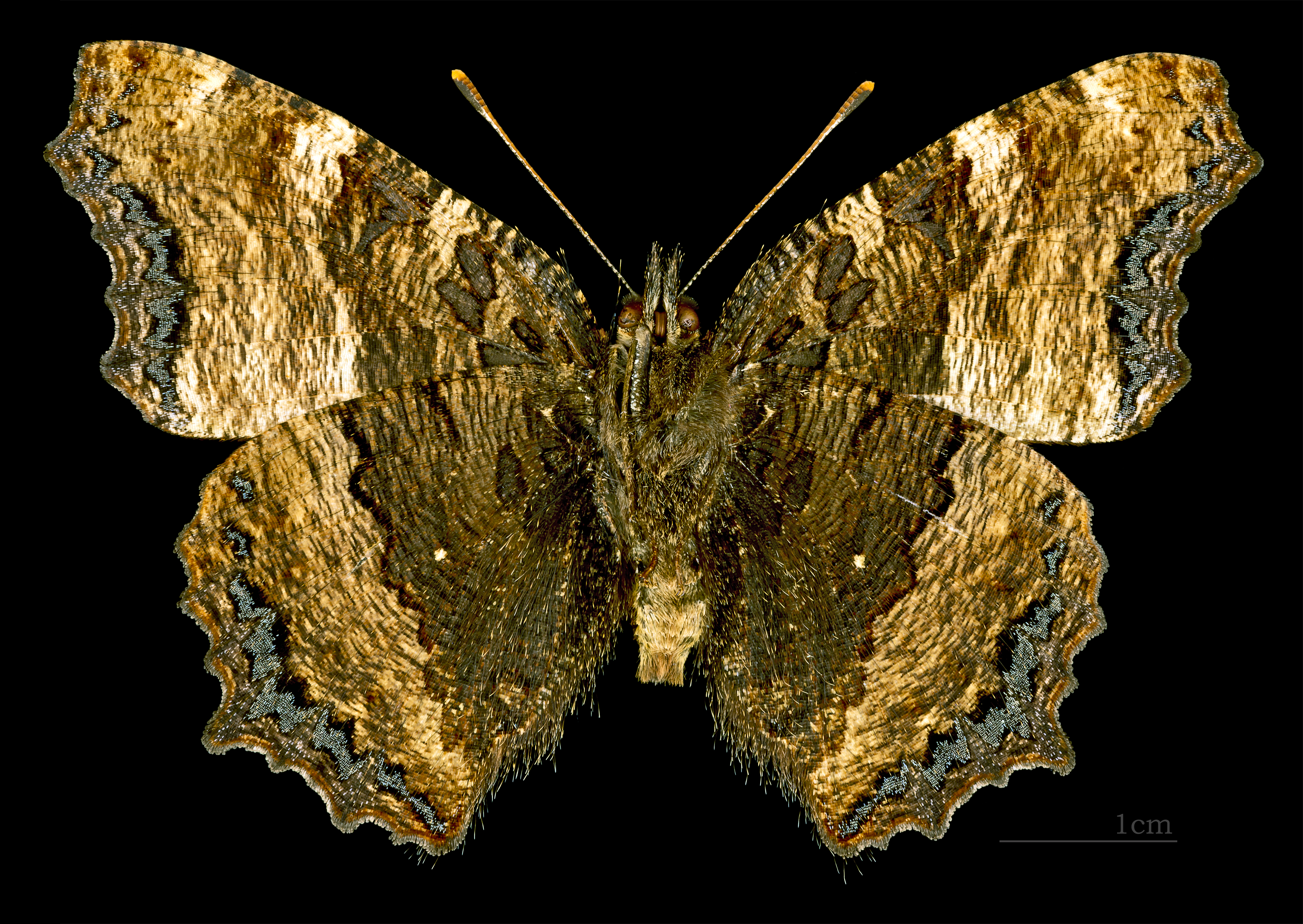
♂  △ (vista ventral)

## Sistemática
Fue descrita por Carlos Linneo en 1758 como Papilio polychloros. En 1781 Eugenius Johann Christoph Esper en su obra Schmetterlinge in Abbildungen nach der Natur la denominó Papilio testudo. Otros sinónimos han sido P. pyrrhomelaena Hübner, 1824, Vanessa pyromelas Freyer, 1834, Vanessa dixeyi Standfuss, 1895 V. polychloros fervida Standfuss, 1896, Vanessa polychloros lucida Fruhstorfer, 1907 y Vanessa polychloros  dilucidus Fruhstorfer, 1907.

## Ciclo biológico
Es una especie univoltina cuyos adultos eclosionan al principio del verano para, seguidamente, aparearse. El resto del verano y el otoño se alimentan y acumulan reservas para desarrollar los huevos y soportar el invierno. Durante los fríos invernales se mantienen ocultas en lugares oscuros u resguardados como oquedades de troncos, grietas de edificios, bodegas, etc. A principios de primavera las hembras comienzan a volar en busca de sus plantas nutricias, donde depositan uno o dos grandes grupos en cuanto la planta puede ofrecer alimento. Las orugas eclosionan dos semanas más tarde y se mantienen juntas protegidas por un nido sedoso. Al llegar a la penúltima muda, las orugas dejan el nido, viviendo solas hasta la metamorfosis. Se alimentan de gran cantidad de plantas, sobre todo de olmos y sauces, pero también de rosáceas leñosas como majuelo, manzano, almendro, peral o serbal. A finales de la primavera la oruga forma la crisálida de color pardo en el suelo, troncos de árboles, ramas o tapiales poco transitados.

## Hábitat, distribución y conservación
Es una especie ligada a zonas de arbolado, son más frecuentes en los bosques caducifolios y en los bosques de ribera y bosques en galería, y cerca de los cursos de agua.
Se distribuye por la cuenca mediterránea (sur de Europa y norte de África) hasta el sur de Escandinavia y por el Este hasta el mar Caspio, y en la cordillera del Himalaya.
Su estado de conservación no reviste preocupación y no se encuentra incluida en la Lista roja de la UICN ni en el Atlas y libro rojo de los invertebrados amenazados de España. Sin embargo cada vez se encuentra más limitada a zonas montañosas o de bosques de ribera muy bien conservados, debido a la reducción de su hábitat.